# Бурцева Таїсія Миколаївна

Таї́сія Микола́ївна Бу́рцева (Ісіче́нко) (*4 березня 1924, Щигри, Курської губ. — †16 травня 1997, Харків) — українська співачка (драматичне сопрано), педагог, громадський діяч. Заслужена артистка УРСР (1956). Професор.

## Біографія
Професіне навчання вокалу почала 1943 у М. Л. Чемезова.
Закінчила 1949 Харківську державну консерваторію по класу М. Г. Михайлова.
У 1946-48 солістка Харківської оперної студії. У 1948—1972 солістка Харківського академічного театру опери та балету.
З 1969 викладала у Харківському інституті мистецтв ім. І. П. Котляревського (з 1976 — доцент, у 1976—1984 проректор з навчальної роботи, з 1990 — професор).
Підготувала 23 випускника в класі сольного співу. Серед них В. Ломакін, А. Романовська, Л. Суханова, В. Бедняк.

## Оперні ролі
- Аїда («Аїда» Дж. Верді)
- Амелія («Бал-маскарад» Дж. Верді)
- Весна («Снігуронька» М. А. Римського-Корсакова)
- Галька («Галька» С. Манюшка)
- Горислава («Руслан і Людмила» М. І. Глінки)
- Єлізавета («Дон Карлос» Дж. Верді)
- Жанна д'Арк («Орлеанська діва» П. І. Чайковського)
- Іоланта («Іоланта» П. І. Чайковського)
- Кума («Чародійка» П. І. Чайковського)
- Купава («Снігуронька» М. А. Римського-Корсакова)
- Леонора («Трубадур» Дж. Верді)
- Ліза («Пікова дама» П. І. Чайковського)
- Марія («Мазепа» П. І. Чайковського)
- Настя («Тарас Бульба» М. В. Лисенка)
- Наталія («Опрічник» П. І. Чайковського)
- Наталка («Наталка-Полтавка» М. В. Лисенка)
- Наташа («Русалка» О. С. Даргомижського)
- Одарка («Запорожець за Дунаєм» С. С. Гулака-Артемовського)
- Оксана («Черевички» П. І. Чайковського)
- Тамара («Демон» А. Г. Рубінштейна)
- Тетяна («Євген Онєгін» П. І. Чайковського)
- Терпилиха («Наталка-Полтавка» М. В. Лисенка)
- Тоска («Тоска» Дж. Пуччіні)
- Ярославна («Князь Ігор» О. П. Бородіна)

Світлина з дарчим написом співавтору книги" Харківський державний театр опери та балету імені М. В. Лисенка " (1965) доценту Кирилу Євгеновичу Милославському (1914—1975) зберігається в родині Милославських.

## Публікації
- Исиченко-Бурцева Т. Н. Записки оперной певицы / Сост. Г. Ганзбург. — Харьков, 1999. — 84 с. ISBN 966-586-077-1 (рос.)